# Leucotrichia procera

Leucotrichia procera  (лат.) — вид мелких ручейников рода Leucotrichia из семейства Hydroptilidae. Южная Америка: Бразилия (Minas Gerais: Córrego da Serra de Ouro, Fino, Vale do Tropeiro, 20°12.371'S, 43°38.581'W, el. 1000 м).

## Описание
Мелкие ручейники, желтовато-коричневого цвета. Голова коричневая с желтыми и коричневыми щетинками. Длина переднего крыла 3,4 мм. На голове 3 оцеллия, передние крылья широкие в основании, узкие в апикальной части. Нижнечелюстные щупики 5-члениковые, нижнегубные щупики состоят из 3 сегментов. На вершинах голеней передних, средних и задних ног по 1, 3 и 4 шпоры, соответственно. Мезоскутеллюм с поперечным швом. Шипики на VIII стерните и выступ на IX сегменте отсутствуют. Личинки живут на дне водоёмов.

## Систематика
Вид был впервые описан в 2015 году американскими энтомологами Робином Томсоном (Robin E. Thomson) и Ральфом Холзенталем (Ralph W. Holzenthal, University of Minnesota, St. Paul, США).